# Lancelot de Carle
Pour les articles homonymes, voir Carle.
Lancelot de Carle [Carles], exceptionnellement prénommé Ladislas, né vers 1508 à Bordeaux et mort à Paris en juillet 1568, est un religieux et poète français ; il fut aussi évêque de Riez.

## Biographie
Issu d'une famille de robe de Bordeaux, Lancelot de Carle est le fils de Jean de Carle, président au Parlement de Bordeaux de 1519 à 1521, et de Jacquette de Constantin. Sa famille serait celle de Vital Carles, fondateur de l'hôpital Saint-André de Bordeaux, grand-chantre et chanoine de Saint-André vers 1390. Il a eu au moins deux frères aînés, François (élu maire de Bordeaux en 1561) et Pierre (conseiller clerc au Parlement de Bordeaux en 1531 et président en 1554), et une sœur Marguerite, mariée d'abord à Jean d'Arsac puis à Étienne de La Boétie. De son éducation humaniste, rien de solide n'est connu. Antoine du Verdier le dit excellent poète latin et françois et bien docte en grec, et l'on sait qu'il fut très appliqué à l'étude du latin et du grec. Son apprentissage de la langue italienne notamment, qui permet à E. Picot de le compter parmi ses Français italianisants, reste très flou, bien que Du Bellay déclare qu'il peut composer indifféremment en latin, en italien et en français.
Tôt ou tard, il quitte Bordeaux pour Paris, y devient protonotaire et fréquente la cour de François Ier. Un des premiers témoignages qu'on a sur lui est donné par Brantôme : Que du temps de ce grand roy [François Ier] on ha veu le prothenotayre Carle, de Bourdeaus, despuys evesque de Ries, sçavant et grand personnage, avoyr emporte la resputation en son jeune temps d'estre le meilleur danceur de gaillarde qui fust en la court.
Le 14 octobre 1536, Lancelot part en Angleterre comme secrétaire d'Antoine de Castelnau, évêque de Tarbes, chargé d'une mission diplomatique en Angleterre ; on suppose qu'il a fait quelques allers-retours entre l'évêque et le roi. En 1538 il est déjà de retour en France, et c'est l'époque où ses premiers manuscrits circulent (probablement sa traduction de l'Odyssée d'Homère et celle des Éthiopiques d'Héliodore).
Il est cité en 1545 comme aumônier du dauphin (le futur Henri II). Ayant accédé au trône en 1547, celui-ci le charge cette même année d'une négociation avec le pape Paul III. Carle quitte la France fin juin 1547, arrive à Venise début juillet, accueilli par Jean de Morvillier, ambassadeur de France à Venise, repart pour Rome, pour être de retour en France avant le 12 octobre.
Henri II le nomme à l'évêché de Riez en 1550 (où il n'est installé qu'en 1551), peut-être en récompense de sa mission romaine, peut-être sur l'intervention du cardinal Charles de Lorraine (1524-1574). Il jouit à l'époque de la protection du cardinal et de celle du roi. Il est aussi nommé en 1553 abbé de Calers. Il est encore chargé d'une seconde mission en Italie en 1554, qui le mène à Sienne puis à Rome, revenant par Sienne.
On suppose qu'il réside à Riez à partir de son retour et jusqu'en 1560, s'employant à décorer la cathédrale (de construction récente), à écrire (il publie beaucoup entre 1560 et 1562) et à combattre les avancées du protestantisme. Il part à Paris en juin 1559 et en octobre 1559 pour le sacre de François II. Il passe à la cour de France dans une période mal située entre septembre 1560 et juin 1561 ; il assiste aussi au Colloque de Poissy en 1562.
Il est nommé abbé commendataire de l'abbaye de la Roë, y ayant pour vicaire Jacques Eveillard, chanoine d'Angers, en 1565-1566. Il aurait passé ses dernières années à Paris, jusqu'à sa mort fin juillet 1568. Il a reçu les éloges d'Olivier de Magny, de Jean Dorat, du chancelier Michel de L'Hospital, de Pierre de Ronsard et Joachim du Bellay, éloges qui supposent pour certains une amitié certaine de leur vivant.
Pierre de Brach, Bordelais et contemporain de Carle, lui destine un éloge dans son Hymne de Bordeaux :
Mais rendant l'honneur deu à ceux, qui de nostre âge
Ont laissé de leur los un certain tesmoignage,
Au grand pasteur de Carle un grand tort je feroi,
Si en taisant son nom son nom je n'honoroi.
Mais asses honoré soi-mesmes il s'honore,
Sans que ma Muse tâche à l'honorer encore.
Lui, qui favorisé des Princes & des Rois.
Fut nommé de son temps l'honneur des Bordelois.

## Œuvres

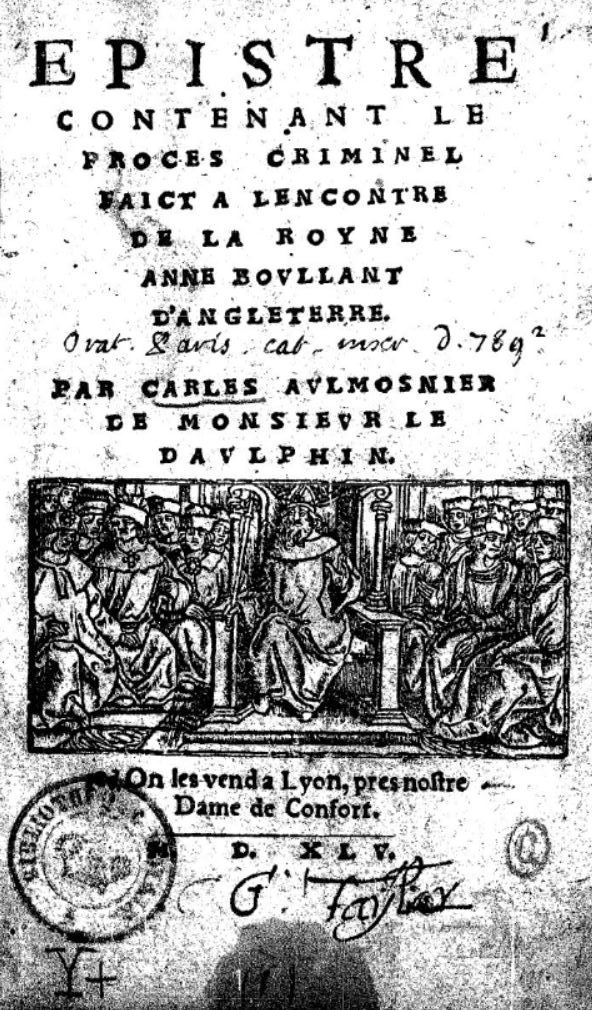
L. de Carle, Epistre contenant le procès criminel... Anne Boleyn (Paris, 1545). (c) Paris BNF.

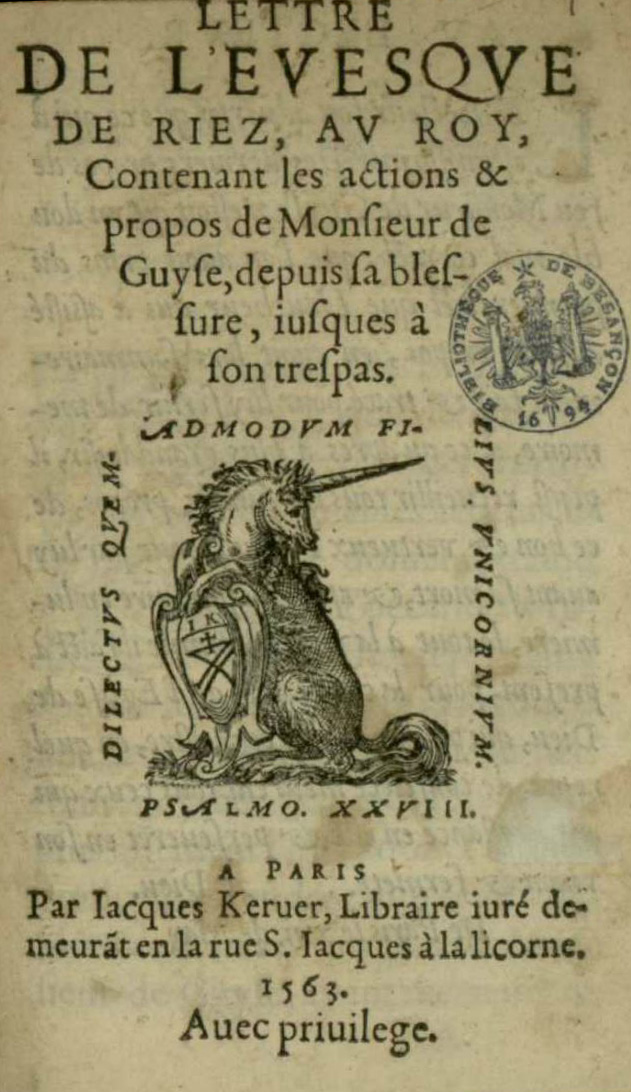
L. de Carle, Lettre de l'evesque de Riez, au roy (Paris, 1563). (c) Besançon BM.

### Écrits politiques
- Epistre contenant le procès criminel faict à l'encontre de la royne Anne Boullant [Boleyn] d'Angleterre, par Carles, ausmonier de M. le Dauphin. - Lyon, 1545. 8°, 47 p. Numérisé sur [François II (roi de France) Gallica].
- Discours anonymes et poèmes sur Anne de Boleyn, 237 f. 297 × 203 mm. Bibliothèque municipale de Bordeaux.
- Éloge ou témoignage d'honneur de Henri II, roi de France, traduit du latin de Pierre de Paschal. Paris, Michel de Vascosan, 1560. 8°. Numérisé sur Gallica.
- Lettre de l'evesque de Riez au roi Charles IX, contenant les actions et propos de M. de Guyse, depuis sa blessure jusqu'à son trépas. Paris, J. Kerver (1563). 8°, 155 p. Numérisé par la BNF. Plusieurs rééditions.
- Recueil des derniers propos que dit et teint feu très illustre prince messire François de Lorraine, duc de Guyse. Paris, 1563. 8°, 29 p. Aussi publié en latin : Lanciloti Carlei,... de Francisci Lotharingi, Guisii ducis, postremis dictis et factis, ad regem epistola [Texte imprimé]ex gallico sermone in latinum conversa per Joannem Veterem. Paris, 1563. 8°, 50 p.

### Traduction de textes antiques
- Le premier livre des Éthiopiques d'Héliodore, translaté de grec en français et publié pour la première fois avec une introduction par Paul Bonnefon. Paris, 1883. 8°, 40 p.
- Une traduction en vers français de l'Odyssée d'Homère, perdue, citée par La Croix du Maine sur le témoignage de Jacques Peletier du Mans.

### Poésie chrétienne
- Les Cantiques de la Bible, mis en vers françois par L. de C., et en musique à quatre parties par Guillaume Belin. Paris,Adrian Le Roy et Robert Ballard, 1560, 4 vol. 8° obl. Édition perdue, citée seulement par Jean-Benjamin de Laborde[7]. Ce sont a priori les mêmes cantiques qui reparaissent sans musique en 1562, chez Michel de Vascosan. USTC 41736.
- L'Ecclesiaste de Salomon, paraphrasé en vers françois par L. de Carle. Avec quelques sonnets chrestiens. Paris, 1561. 8°, 44 f. USTC 41819 et 20206.
- Le Cantique des Cantiques de Salomon, paraphrasé en vers françois par L. de Carles. Paris, 1562, 8°, vi-38-iv p. USTC 41991 et 89707.
- Les Cantiques de la Bible, paraphrasés en vers françois par L. de Carle. Paris, Michel de Vascosan, 1562, in-8°, 73-iii p. USTC 29844.
- Sonnets chrétiens inédits de L. de Carle, évêque de Riez, éd. H. Chamard. Mélanges G. Lanson (Paris, 1922), p. 87-97.

### Divers
- Il participe, avec Clément Marot et Michel d'Amboise, à la rédaction du recueil poétique intitulé Les blasons du corps féminin (Paris, 1543).
- Traité de Stanislas Hosius [Stanisław Hozjusz], evesque de Varne, de l'expresse parole de Dieu, traduit par L. de Carle. Paris, 1561. 8°.
- L. C. ad Ianum Carlaeum fratris filium sermo. Exhortation ou parenese du mesme L. D. C. à son neveu. Paris, Michel de Vascosan, 1560, 2 parties 4°. Numérisé sur Gallica.

## Dédicaces
- Il est dédicataire d'une édition du Poemander d'Hermès Trismégiste, par Ange Vergèce.